# Jacopo Nardi
Jacopo Nardi (Firenze, 20 luglio 1476 – Venezia, 11 marzo 1563) è stato un letterato e drammaturgo italiano.

## Biografia
Fu seguace di Girolamo Savonarola e avversario dei Medici. Durante la restaurazione della Repubblica fiorentina ricoprì cariche importanti, ma con il rientro dei Medici (1530), dovette abbandonare la città riparando prima a Livorno e poi a Venezia.
Scrisse canti carnascialeschi, commedie e, nella maturità, opere di storia e erudizione. Si ispirò ai valori di libertà di Machiavelli e fu amico di Benedetto Varchi. La città di Firenze gli ha dedicato una strada.